# A. O. Kavala
El Athlitikos Omilos Kavala es un club de fútbol griego de la ciudad de Kavala. Fue fundado en 1965 y juega en la Segunda Superliga de Grecia.

## Palmarés

### Nacional
- Football League (5): 1966–67, 1968–69, 1975–76, 1995–96
- Gamma Ethniki (3): 2007–08, 2018–19, 2023-24
- Kavala FCA Cup (1): 2017–18

### Internacional
- Copa de los Balcanes (1): 1972[1]

## Gerencia
| Gerencia            | Gerencia                |
| ------------------- | ----------------------- |
| Presidente          | Antonis Antoniou        |
| Vicepresidente      | Cem Turkmen             |
| Jefe de Operaciones | Giorgos Tsoktouridis    |
| Miembro             | Vasilis Sidiropoulos    |
| Miembro             | Anastasios Tsoxataridis |
| Miembro             | Theodora Tzitzifakou    |
| Miembro             | Konstantonos Nanos      |

## Jugadores

### Jugadores destacados
- Michalis Pavlis
- Sotiris Leontiou
- Athanassios Prittas
- Craig Moore
- Željko Kalac
- Ebi Smolarek
- Diogo Rincón
- Serge Dié
- Wilson Oruma
- Benjamin Onwuachi
- Frédéric Mendy
- Cesar Rosales